# Kanovaren op de Olympische Zomerspelen 1960

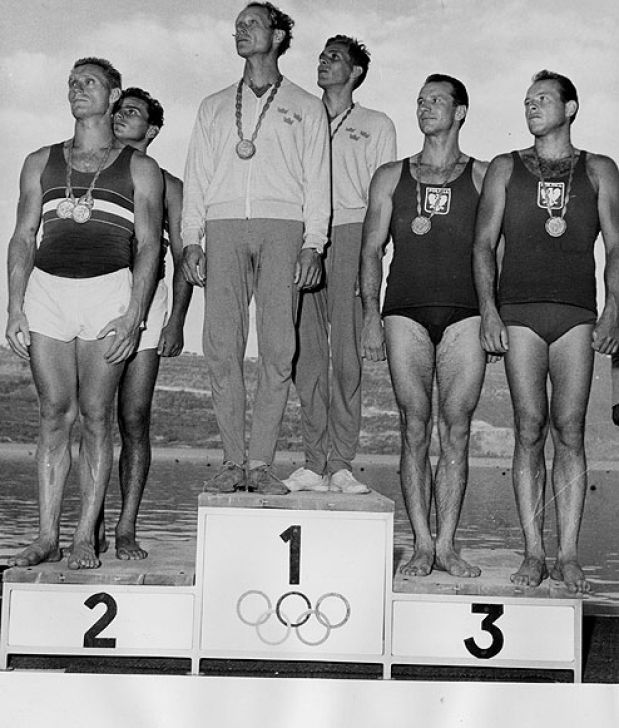
Huldiging van de K-2 1000 meter

Kanovaren is een van de sporten die beoefend werden tijdens de Olympische Zomerspelen 1960 in Rome.

## Heren

### kajak

#### K1 1000 m
| rang   | sporter          | land | tijd    |
| ------ | ---------------- | ---- | ------- |
| Goud   | Erik Hansen      | DEN  | 3:53.00 |
| Zilver | Imre Szöllősi    | HUN  | 3:54.02 |
| Brons  | Gert Fredriksson | SWE  | 3:55.89 |
| 4      | Ibragim Chasanov | URS  | 3:56.38 |
| 5      | Ronald Rhodes    | GBR  | 4:01.15 |
| 6      | Rolf Olsen       | NOR  | 4:02.31 |
| 7      | Wolfgang Lange   | EUA  | 4:03.05 |
| 8      | Simo Kuismanen   | FIN  | 4:03.66 |

#### K2 1000 m
| rang   | sporters                             | land | tijd    |
| ------ | ------------------------------------ | ---- | ------- |
| Goud   | Gert Fredriksson Sven-Olov Sjödelius | SWE  | 3:34.73 |
| Zilver | György Mészáros András Szente        | HUN  | 3:34.91 |
| Brons  | Stefan Kapłaniak Wladysław Zieliński | POL  | 3:37.34 |
| 4      | Mykolas Rudzinskas Ivan Golovatsjev  | URS  | 3:37.48 |
| 5      | Kaj Schmidt Vagn Schmidt             | DEN  | 3:39.06 |
| 6      | František Říha František Vršovský    | TCH  | 3:40.78 |
| 7      | Ruud Knuppe Toon Geurts              | NED  | 3:41.01 |
| 8      | Wolfgang Lange Dieter Krause         | EUA  | 3:41.46 |

#### K1 4 x 500 m
| rang   | sporters                                                                | land | tijd    |
| ------ | ----------------------------------------------------------------------- | ---- | ------- |
| Goud   | Paul Lange Günter Perleberg Friedhelm Wentzke Dieter Krause             | EUA  | 7:39.43 |
| Zilver | Imre Szöllősi Imre Kemecsey András Szente György Mészáros               | HUN  | 7:44.02 |
| Brons  | Helmuth Sørensen Arne Høyer Erling Jessen Erik Hansen                   | DEN  | 7:46.09 |
| 4      | Stefan Kapłaniak Władysław Zieliński Ryszard Skwarski Ryszard Marchlik  | POL  | 7:49.93 |
| 5      | Igor Pissarjev Anatoli Kononenko Fjodor Ljachovski Vladimir Nataloeckha | URS  | 7:50.72 |
| 6      | Mircea Anastasescu Aurel Vernescu Ion Sideri Stavru Teodorov            | ROU  | 7:53.00 |

### kano

#### C1 1000 m
| rang   | sporter           | land | tijd    |
| ------ | ----------------- | ---- | ------- |
| Goud   | János Parti       | HUN  | 4:33.03 |
| Zilver | Aleksandr Silajev | URS  | 4:34.41 |
| Brons  | Leon Rotman       | ROU  | 4:35.87 |
| 4      | Ove Emanuelsson   | SWE  | 4:36.46 |
| 5      | Tibor Polakovič   | TCH  | 4:39.28 |
| 6      | Detlef Lewe       | EUA  | 4:39.72 |
| 7      | Donald Stringer   | CAN  | 4:40.65 |
| 8      | Bogdan Ivanov     | BUL  | 4:42.52 |

#### C2 1000 m
| rang   | sporters                         | land | tijd    |
| ------ | -------------------------------- | ---- | ------- |
| Goud   | Leonid Geisjtor Sergej Makarenko | URS  | 4:17.04 |
| Zilver | Aldo Dezi Francesco La Macchia   | ITA  | 4:20.77 |
| Brons  | Imre Farkas András Törő          | HUN  | 4:20.89 |
| 4      | Igor Lipalit Alexe Dumitru       | ROU  | 4:22.36 |
| 5      | Jiří Kodeš Václav Vokál          | TCH  | 4:27.66 |
| 6      | Marin Gopov Toma Sokolov         | BUL  | 4:31.52 |
| 7      | Willi Mehlberg Werner Ulrich     | EUA  | 4:31.68 |
| 8      | Georges Turlier Michel Picard    | FRA  | 4:35.48 |

## Dames

### kajak

#### K1 500 m
| rang   | sporter                 | land | tijd    |
| ------ | ----------------------- | ---- | ------- |
| Goud   | Antonina Seredina       | URS  | 2:08.08 |
| Zilver | Therese Zenz            | EUA  | 2:08.22 |
| Brons  | Daniela Walkowiak       | POL  | 2:10.46 |
| 4      | Annemarie Werner-Hansen | DEN  | 2:13.88 |
| 5      | Klára Fried             | HUN  | 2:14.02 |
| 6      | Else Marie Lindmark     | SWE  | 2:14.17 |
| 7      | Alberta Zanardi         | ITA  | 2:14.31 |
| 8      | Eva Kutová              | TCH  | 2:15.30 |

#### K2 500 m
| rang   | sporters                                  | land | tijd    |
| ------ | ----------------------------------------- | ---- | ------- |
| Goud   | Maria Sjoebina Antonina Seredina          | URS  | 1:54.76 |
| Zilver | Therese Zenz Ingrid Hartmann              | EUA  | 1:56.66 |
| Brons  | Klára Fried Vilma Egresi                  | HUN  | 1:58.22 |
| 4      | Daniela Walkowiak Janina Mendalska        | POL  | 1:59.03 |
| 5      | Annemarie Werner-Hansen Birgit Jensen     | DEN  | 2:01.36 |
| 6      | Maria Szekeli Elena Lipalit               | ROU  | 2:01.68 |
| 7      | Gabriella Cotta Ramusino Luciana Guindani | ITA  | 2:02.47 |
| 8      | Eva Kutová Eva Kolínská                   | TCH  | 2:02.76 |

## Medaillespiegel
| rang   | land               | goud | zilver | brons | totaal |
| ------ | ------------------ | ---- | ------ | ----- | ------ |
| 1      | Sovjet-Unie        | 3    | 1      | 0     | 4      |
| 2      | Hongarije          | 1    | 3      | 2     | 6      |
| 3      | Duits eenheidsteam | 1    | 2      | 0     | 3      |
| 4      | Denemarken         | 1    | 0      | 1     | 2      |
| 4      | Zweden             | 1    | 0      | 1     | 2      |
| 6      | Italië             | 0    | 1      | 0     | 1      |
| 7      | Polen              | 0    | 0      | 2     | 2      |
| 8      | Roemenië           | 0    | 0      | 1     | 1      |
| totaal | totaal             | 7    | 7      | 7     | 21     |

Parijs 1924 (demonstratie) · 
Berlijn 1936 · 
Londen 1948 · 
Helsinki 1952 · 
Melbourne 1956 · 
Rome 1960 · 
Tokio 1964 · 
Mexico-stad 1968 · 
München 1972 · 
Montréal 1976 · 
Moskou 1980 · 
Los Angeles 1984 · 
Seoel 1988 · 
Barcelona 1992 · 
Atlanta 1996 · 
Sydney 2000 · 
Athene 2004 · 
Peking 2008 · 
Londen 2012 · 
Rio de Janeiro 2016 ·
Tokio 2020 ·
Parijs 2024 ·
Los Angeles 2028
Medaillewinnaars (slalom) · Medaillewinnaars (sprint)
Atletiek · Basketbal · Boksen · Gewichtheffen · Hockey · Kanovaren · Moderne vijfkamp · Paardensport · Roeien · Schermen · Schietsport · Schoonspringen · Turnen · Voetbal · Waterpolo · Wielersport · Worstelen · Zeilen · Zwemmen